# Mount Teichelmann
Mount Teichelmann ist ein 3144 m hoher Berg in den Neuseeländischen Alpen auf der Südinsel Neuseelands.

## Geographie
Der Gipfel liegt in der Bergkette zwischen den beiden höchsten Bergen des Landes, dem 3724 m hohen Aoraki/Mount Cook und dem 3498 m hohen Mount Tasman. In unter einem Kilometer Abstand liegen im Osten der 3184 m hohe Mount Graham, im Nordwesten der 3049 m hohe Mount Magellan und im Südwesten, durch den Clarke Saddle getrennt, der 3042 m hohe Malaspina. Der Mount Teichelmann ist von Schneefeldern und Gletschern umgeben, wie dem Linda-Gletscher in seiner Südostflanke.

## Geschichte
Benannt ist er nach dem Arzt Ebenezer Teichelmann, der diverse Erstbesteigungen in den neuseeländischen Alpen machte und auch an diesem Berg kletterte. Der Name der Māori lautet Rarangiroa.

## Geologie
Das Gestein besteht hauptsächlich aus Varianten des Sedimentgesteins von Sandstein, Schluffstein und Mudstone, etwa 201 bis 253 Millionen Jahre alt.